# 퀀

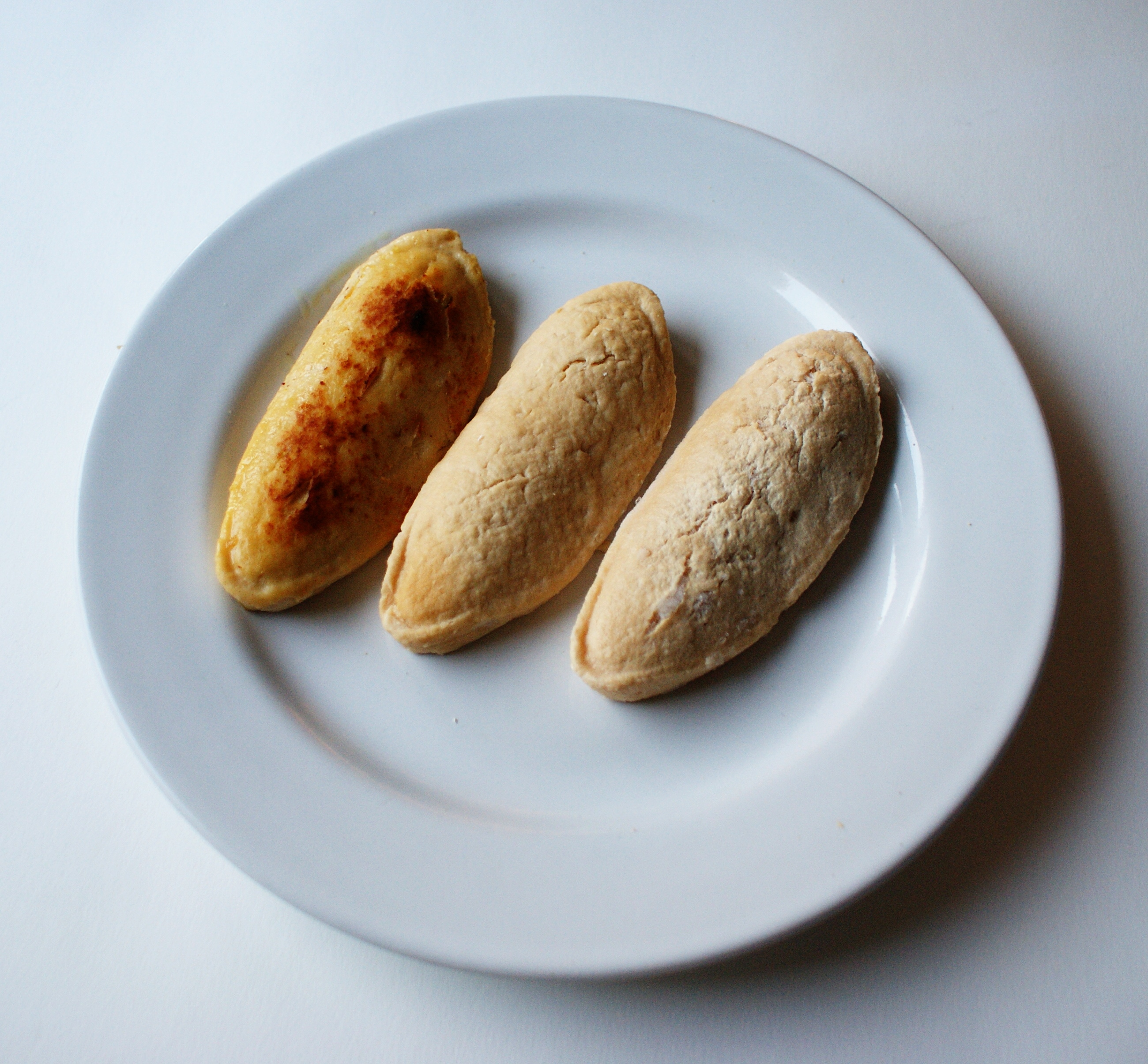
퀀 살코기

퀀(Quorn)은 영국에서 기원하고 주로 유럽에서 판매되는 고기 대용품으로, 14개국에서 판매되고 있다. 퀀은 요리 재료로서, 또 선포장 음식에 쓰이는 고기 대용품으로서 사용된다.
퀀은 1985년 Rank Hovis McDougall (RHM)과 Imperial Chemical Industries의 조인트 벤처인 말로 푸즈(Marlow Foods)에 의해 런칭되었으며 현재 Monde Nissin 소유이다.

## 같이 보기
- 배양육
- 콩고기